# مرزا رشيد علي بك
مرزا رشيد علي بك (بالإنجليزية: Mirza Rashid Ali Baig)‏ هو دبلوماسي هندي، ولد في 25 مارس 1905 في حيدر آباد في باكستان، وتوفي في 29 أبريل 1979.